# Копылов, Сергей Владимирович
Сергей Влади́мирович Копылов (29 июля 1960, Тула, Тульская область, СССР) — советский велогонщик, трёхкратный чемпион мира. Рекордсмен мира на дистанциях 200, 1000 и 500 м с ходу и с места. Заслуженный мастер спорта СССР (1981). Признан лучшим велосипедистом мира по версии UCI в 1982 г.

## Биография
Занимался под руководством заслуженного тренера СССР С. С. Максимова.
По собственному признанию, в молодости занимался рэкетом.
На международной арене впервые заявил о себе на чемпионате мира среди юниоров 1977 г. где лишь в финале уступил Лутцу Хесслиху из ГДР. В 1978 выиграл юниорский чемпионат мира в спринте и занял 2 место в гите на 1 км.
На Олимпиаде 1980 г. в Москве уступил Хесслиху в полуфинале. В заезде за 3 место победил олимпийского чемпиона Монреаля и двукратного чемпиона мира опытный Антона Ткача из Чехословакии. Результат Копылова 10,47 на последних 200 м являлся мировым достижением.
В 1981 году выиграл у Хесслиха в финале чемпионата мира, победив на пути к финалу ещё двух именитых немецких гонщиков. В этом же году победил на престижном турнире спринтеров в Париже. На чемпионате мира 1982 года Копылов выиграл у Хесслиха и был признан лучшим велосипедистом мира по итогам того сезона, год спустя победил уже Хесслих. Перед этим в гите на 1 км Копылов выиграл золотую медаль, установив новый мировой рекорд.
Также в гите на 1 км он победил и на соревнованиях «Дружба-84». Осенью во второй раз выиграл «Большой приз Парижа». Покинул большой спорт в 1987 году.
Женат, трое детей: сын Виктор, дочери Кристина и Софья.
Награждён орденом «Знак Почета» и медалью «За трудовое отличие». Почетный гражданин города Тулы.